# Groß Friedrichsburg (Kolonie)
Koordinaten: 4° 47′ N, 2° 8′ W
Groß Friedrichsburg, Groß-Friedrichsburg bzw. Großfriedrichsburg war eine von 1683 bis 1717 bestehende kurbrandenburgische Kolonie in Westafrika. Sie bestand aus mehreren durch Befestigungen geschützten Niederlassungen an einem rund 30 Kilometer langen Küstenstreifen am Kap der drei Spitzen (Cabo tres Puntas, Cape Three Points) im heutigen Princes Town in Ghana.

## Geostrategische Situation Westafrikas
Bereits Ende des 15. Jahrhunderts begannen portugiesische Kräfte in Westafrika Stützpunkte zu errichten. Um 1680 existierten in Westafrika neben den portugiesischen auch niederländische, britische, schwedische und dänische Niederlassungen. Dabei kam es unter den europäischen Nachbarn immer wieder zu militärischen Konflikten, in deren Folge die Stützpunkte die Besitzer wechselten.
Ziele der Europäer in Westafrika waren der Erwerb von Gold, Elfenbein, Pfeffer und Sklaven. Sie waren an dem Dreieckshandel Afrika – Mittelamerika – Europa interessiert. Auf Basis dieses Handels erhielten verschiedene Küstengebiete in Westafrika von Seiten der Europäer entsprechende Namen, von denen der Staat Elfenbeinküste noch heute seine Staatsbezeichnung ableitet.

## Maritime Ausgangssituation Brandenburg-Preußens

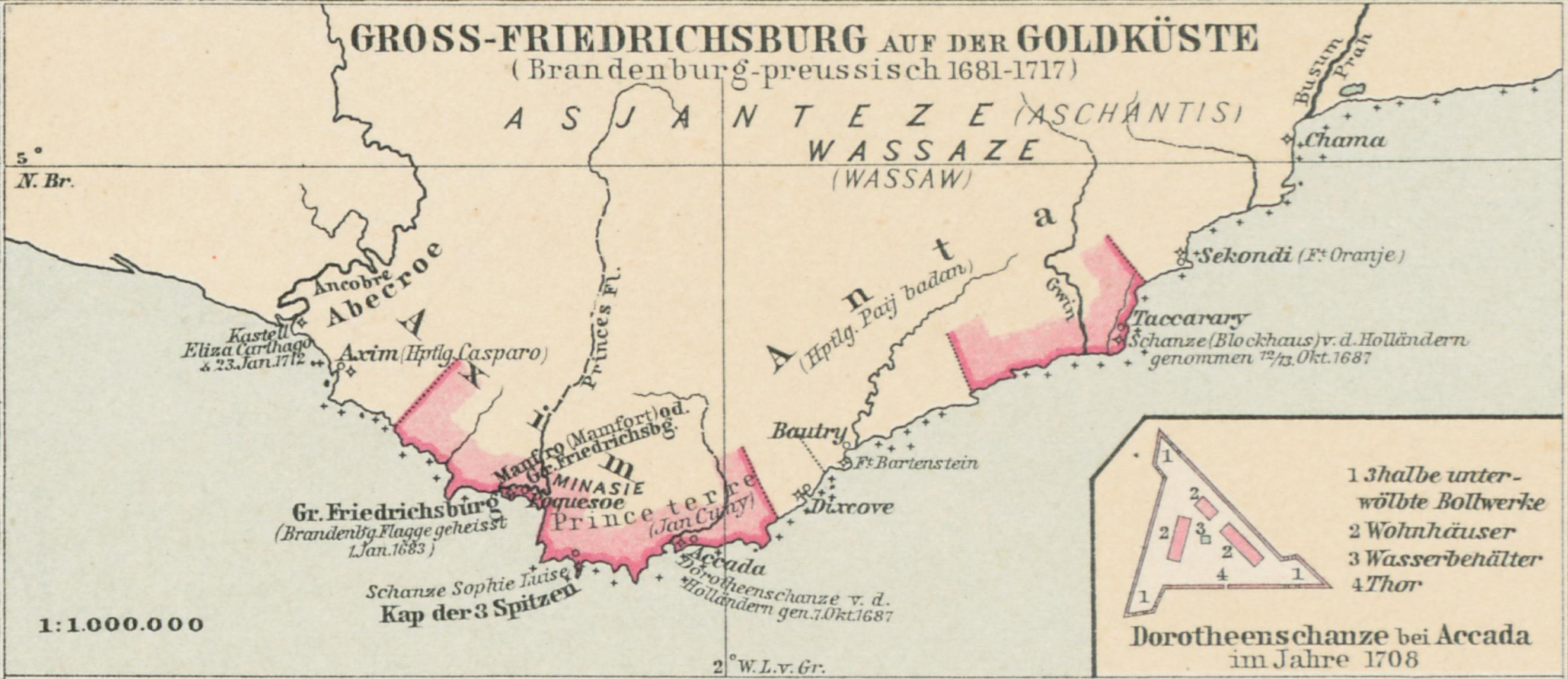
Die brandenburgisch-preußischen Kolonien an der Goldküste mit Plan der Dorotheenschanze bei Akwidaa (Arcada).

Noch 1675 bei Ausbruch des Schwedisch-Brandenburgischen Krieges verfügte Brandenburg praktisch über keine hochseetaugliche Kriegsflotte. Erst als sich der Niederländer Benjamin Raule den Brandenburgern 1675 anbot, änderte sich diese Situation. Die Brandenburger charterten daraufhin mehrere Fregatten Raules, mit denen es gelang, 21 Schiffe der Schweden zu kapern. Diese Kaperungen trugen zum Sieg Brandenburg-Preußens über die Schweden bei. Noch 1676 bekam Raule den Auftrag, die kurbrandenburgische Marine weiter aufzubauen. Diese neue Marine, bereits 502 Geschütze stark, nahm erfolgreich gegen Schweden an den Belagerungen von Stettin (1677), von Stralsund (1678) und an der Eroberung Rügens (1678) teil. In Pillau, dem befestigten Vorhafen von Königsberg, wurden ab 1680 die brandenburgischen Fregatten gefertigt.
Die überraschenden Erfolge, welche die brandenburgische Flotte erfochten hatte, ermutigten den Kurfürsten zu kühneren Unternehmungen. Der Kurfürst, der während seines Studiums in Leiden (Niederlande) gesehen hatte, was Überseehandel einem kleinen Land einbringen kann, begann alle Ressourcen für seine überseeischen Pläne, den Aufbau eines Kolonialreiches, zu forcieren.

„Seefahrt und Handlung sind die fürnehmsten Säulen eines Estats, wodurch die Unterthanen beides zu Wasser, als auch durch die Manufakturen zu Lande ihre Nahrung und Unterhalt erlangen.“

Zu Beginn der ersten überseeischen Unternehmungen Brandenburg-Preußens im Jahre 1680 verfügte die kurbrandenburgische Marine über 28 Schiffe. Die holländische Flotte, die die größte Flotte der damaligen Zeit war, verfügte über 16.000 Schiffe. Somit stellte die brandenburgische Marine keine Konkurrenz für die etablierten Seefahrernationen dar. Trotz dieser Klassenunterschiede hegten die anderen Seefahrernationen Neid und Besorgnis über die Ambitionen des brandenburgischen Kurfürsten. Insbesondere Holland blickte misstrauisch auf die junge Seemacht, ebenso Frankreich, das dem Kurfürsten Friedrich Wilhelm seine Erfolge missgönnte, und der Habsburger Kaiser Leopold I., der erklärte, dass er nicht wolle, dass an der Ostsee eine neue Seemacht entstehe.

## Geschichte

### Erste Handelsexpedition nach Westafrika, Vertragsunterzeichnung (1680–1681)
Am 2. August 1679 legte der ehemalige Kaperkapitän und spätere brandenburgische Marine-Generaldirektor Benjamin Raule dem Kurfürsten einen Plan vor, Stützpunkte an der westafrikanischen Küste anzulegen, wie dies andere europäische Staaten, darunter Holland, Frankreich und England, bereits getan hatten. Dazu wurde eine Handelsexpedition aus zwei Schiffen gebildet. Sie bestand
aus der Fregatte „Morian“ mit 16 Kanonen, deren Kapitän Philipp Pietersen Blonck zugleich Expeditionsleiter war, und der Fregatte „Wappen von Brandenburg“, so der neue Name der ehemals spanischen und ein Jahr zuvor gekaperten „Carolus Secundus“, mit 22 Kanonen unter Kapitän Joeris Bartelsen. Die Schiffe gehörten Raule privat, beide Kapitäne waren Niederländer, der Kurfürst stellte nur die Soldaten und erlaubte die Benutzung seiner Flagge. Zum Auftrag gehörte auch, sechs „Mohren“ für den kurfürstlichen Hof mitzubringen.
Sie starteten am 17. September 1680 vom Hafen Pillau. Im Januar 1681 erreichten sie die Küste von Guinea. Dort ging jedoch eines der beiden Schiffe verloren: Die „Wappen von Brandenburg“ hatte im Januar 1681 bei der Aufnahme von Frischwasser auch Afrikanern ein Fass Branntwein verkauft. Die Niederländische Westindien-Kompanie sah darin ein „Handeltreiben“ innerhalb des von ihr beanspruchten Territoriums und konfiszierte das ganze Schiff samt Ladung. Übrig blieb nur die „Morian“, deren beiden Schiffsoffizieren Jakob van der Bleke und Isaak van de Geer es am 16. Mai 1681 gelang, an der Goldküste etwas westlich des Kaps der drei Spitzen einen Freundschafts- und Handelsvertrag mit den drei Ahanta-Häuptlingen Pregate, Sophonie und Apany zu schließen. Den Häuptlingen wurde dabei die Versicherung abgenommen, dass sie nicht unter holländischem Kommando ständen, und sie erkannten die Oberhoheit des brandenburgischen Kurfürsten an.
In dem Vertrag wurde den Brandenburgern erlaubt, eine Niederlassung und ein Fort auf dem Territorium der Ahanta zu errichten, um ihren Handel und auch sich selbst gegen ihre Feinde zu schützen. Bedingung war, dass die Brandenburger binnen acht bis zehn Monaten mit der Errichtung ihres Forts zu beginnen hätten. Trotz der Verärgerung über das Verhalten der Niederländer und deren Beschlagnahmung des zweiten brandenburgischen Schiffes war die Freude am Potsdamer Hofe nach der Rückkehr der Expedition im August 1681 in Glückstadt (Elbe) groß, als der Vertrag präsentiert wurde.

### Gründung der Brandenburgisch-Afrikanischen Compagnie (1682)
Sofort wurde die Ausrüstung einer diesbezüglichen Expedition in Auftrag gegeben und gleichzeitig die Gründung einer brandenburgisch-afrikanischen Handelsgesellschaft angeregt. Die Gründung der Brandenburgisch-Afrikanischen Compagnie erfolgte im Beisein des Kurfürsten, Raules und Kaufleuten aus Emden am 17. März 1682 in Berlin. Die Gesellschaft hatte ihren Sitz zuerst in Königsberg, dann in Pillau und zuletzt ab 22. April 1683 in Emden. Zum Schutz eventueller Besitzungen wurde auch der Einsatz von Kriegsschiffen und Soldaten der Kurbrandenburgischen Marine geregelt.

### Erneute Expedition und Gründung des Forts Groß Friedrichsburg (1682–1683)

Otto Friedrich von der Groeben, Leiter der zweiten Expedition und Gründer von Groß Friedrichsburg

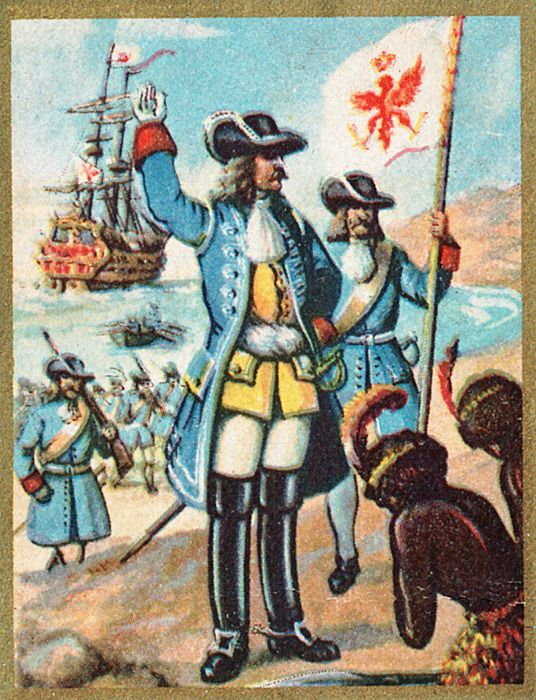
Gründung der Kolonie Groß Friedrichsburg am 1. Januar 1683

Am 12. Juli 1682 brach im dänischen Glückstadt die Expedition unter dem Kommando Major Otto Friedrich von der Groebens mit den Fregatten Morian (Kapitän Philipp Blonck) und Chur Prinz von Brandenburg (Kapitän Mattheus de Voß) zur sogenannten Goldküste auf, mit dem Ziel, dort brandenburgische Kolonien zu gründen.
An Bord befanden sich unter anderem die beiden Festungsbauingenieure Walter und Leugreben, der Fähnrich von Selbig als militärischer Leiter, ein Sergeant, zwei Korporale, 40 Soldaten, zwei Spielleute und zahlreiche angeworbene Arbeiter. Am 27. Dezember 1682 betrat Otto Friedrich von der Groeben am Kap der drei Spitzen nahe dem Dorf Accada erstmals afrikanischen Boden (nachdem drei Soldaten und zwei Matrosen bei der Überfahrt aufgrund der harten Brandung den Tod gefunden hatten). Weil man hier jedoch mit plötzlich auftauchenden Holländern aneinandergeriet, segelte man weiter und landete einige Seemeilen weiter nordwestlich zwischen den Orten Taccrama und Axim an. Dort fand man in der Nähe des Dorfes Poquesoe (heute: Princes Town, Ahanta West District) einen fast idealen Standort für das zukünftige Fort. An diesem Platz fand auch am 1. Januar 1683 mit einem militärischen Zeremoniell die feierliche Hissung der brandenburgischen Flagge statt. Otto von der Groeben schrieb darüber in seinem Buch über seine Erlebnisse in Afrika:

„Den folgenden Tag, als den ersten Januarii, Anno 1683, brachte Capitain Voß die grosse Churfürstliche Brandenburgische Flagge vom Schiffe, die ich mit Pauken und Schallmeyen auffgeholet, mit allen im Gewehr stehenden Soldaten empfangen, und einem hohen Flaggen-Stock auffziehen lassen, dabey mit 5 scharf geladenen Stücken das Neue Jahr geschossen, denen jedes Schiff mit 5 geantwortet, und ich wieder mit drey bedancket. Und weil Sr. Churfl. Durchl. Nahme in aller Welt Groß ist, also nennete ich auch den Berg: Den Grossen Friedrichs-Berg.“

Aus dieser Benennung nach dem Namen des Kurfürsten entstand der spätere Name des Fort Groß Friedrichsburg und der gesamten Kolonie. Unmittelbar nach der Flaggenhissung wurde mit dem Bau der Festung begonnen. Die Ahanta brachten Baumstämme, die anschließend von Soldaten zu Palisaden verarbeitet wurden. Am 5. Januar 1683 wurde der Vertrag mit den Ahanta erneuert (Tractat zwischen Seiner Churfürstlichen Durchlaucht von Brandenburg Africanischen Compagnie, und denen Cabusiers von Cabo tris Puntas). Pregate und Sophonie waren zwischen dem ersten und zweiten Anlanden der Brandenburger bei einer Auseinandersetzung getötet worden. Der Vertrag wurde entsprechend mit ihren Nachfolgern sowie mit Apany geschlossen.

Tauschhandel an der afrikanischen Küste unweit von Groß Friedrichsburg

Der Vertrag regelte unter anderem, welche Verpflichtungen die Ahanta übernehmen sollten. Dazu zählten der Schutz der Festung Groß Friedrichsburg, Frondienste für den Festungskommandanten und die Garnison, der ausschließliche Handel mit brandenburgischen Schiffen und Kaufleuten und die Durchsetzung eines Siedlungsmonopols für Brandenburger. Die Brandenburger wiederum verpflichteten sich zum militärischen Schutz der Einheimischen gegen Angriffe benachbarter Stämme.
Es begann ein reger Tauschhandel. Mitgebrachte Handfeuerwaffen mit Munition, einfache Eisenerzeugnisse und auch Rubinglas wurde gegen Elfenbein, Gold und Sklaven eingetauscht.
Während der Bauarbeiten grassierte das Fieber unter den Brandenburgern, und zeitweise waren von 40 Mann nur noch fünf einsatzfähig. Auch von der Groeben erkrankte, nebst dem Sekretär, dem Sergeanten, vier Soldaten und zwei Matrosen. Die beiden Festungsbauingenieure starben, und alle anderen waren zu schwach oder mit der Krankenpflege beschäftigt, so dass die Bauarbeiten schon bald zum Erliegen kamen. Nach der Gesundung Groebens kehrte er im Juli oder August 1683 mit der Morian zurück nach Hamburg, während die Chur Prinz mit einer ersten Ladung Sklaven zur Insel St. Thomas (Westindien) segelte. Die Chur Prinz erreichte den Hafen Emden im November 1683. Neuer Kommandant und Leiter des Aufbaus des Forts wurde der Kapitän der „Morian“, Philipp Pietersen Blonck.

### Gründung weiterer Niederlassungen (1683–1695)

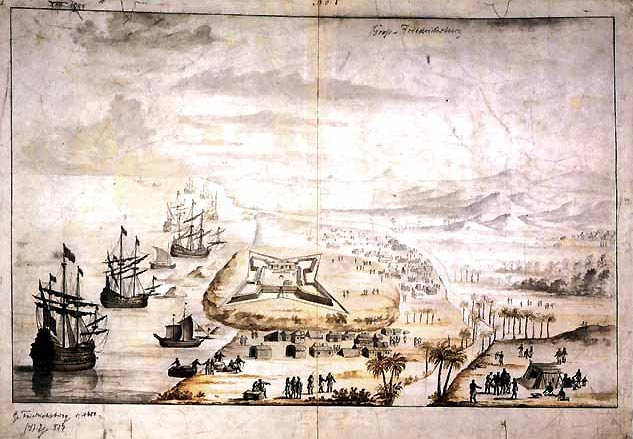
Das Fort Groß Friedrichsburg um 1684

Zwischen 1683 und 1685 errichteten die Brandenburger weitere Niederlassungen und Befestigungen. Das Fort Groß Friedrichsburg blieb jedoch die bedeutendste. Schon 1684 verfügte es über vier mächtige gemauerte Bastionen, die durch dicke Mauern miteinander verbunden waren, und war mit 32 großkalibrigen Kanonen bestückt. Das imposante Tor war von einem mehr als 10 m hohen Glockenturm gekrönt. Im Innenhof wurden mehrere zweigeschossige Gebäude errichtet, die der Garnison (von etwa 90 Europäern) als Unterkünfte und den Händlern als Warenlager und Sklavengefängnisse dienten.
Die europäischen Soldaten wurden dabei durch zum Militärdienst herangezogene Einheimische unterstützt, denen aus Angst vor einem Aufstand allerdings nur in Notfällen Gewehre ausgegeben wurden, und die in der Nacht unter Bewachung eingeschlossen waren.
Nachbarn waren zum einen die Niederländer mit den Niederlassungen Axim, Butry und Sekondi und zum anderen die englische bzw. britische Besitzung Dixcove. Der Machtbereich der Brandenburger blieb auf die unmittelbare Küstenzone beschränkt. Versuche, ins Landesinnere vorzudringen, scheiterten. Zudem waren die Niederlassungen ständigen Übergriffen der Niederländer und feindlicher Stämme ausgesetzt. Die Schiffsverbindungen waren ständig bedroht. Zahlreiche brandenburgische Schiffe wurden gekapert. Die Brandenburger waren auf die Zusammenarbeit mit einheimischen „Maklern“ angewiesen, den „caboceers“. Die lokalen Herrscher wiederum nutzten Allianzen mit den Europäern zum eigenen Vorteil, etwa zum Schutz vor Feinden – mussten dabei allerdings damit rechnen, von den Europäern im Stich gelassen zu werden. Das kam den Brandenburgern beispielsweise 1684 zugute, als die Ahanta-Untergruppe der Akwida aus Enttäuschung über mangelnde Unterstützung durch die Niederländer einen Protektionsvertrag abschloss.
Der wichtigste der einheimischen Zwischenhändler war für die Brandenburger Jan Conny, der zunehmend die Kontrolle über das Hinterland Groß Friedrichsburgs übernahm und mächtig genug war, zum Beispiel 1710 die Absetzung des ihm nicht genehmen neuen Generalgouverneurs de Lange zu bewirken.
Um Legitimitätsprobleme bei ihren Verträgen mit einheimischen Potentaten zu vermeiden – die Niederlassung im ehemals schwedischen Taccorary war in dieser Hinsicht problematisch, da der Vertrag nur mit einigen der dort ansässigen Gruppen geschlossen war – begannen die Brandenburger ebenso wie die anderen europäischen Gruppen, Informationen über die lokalen Machtstrukturen zu sammeln und festzuhalten.
Es entwickelte sich über die folgenden Jahre der Handel mit Edelmetallen und anderen Produkten. Auch der Sklavenhandel wurde ausgebaut: Schätzungen zufolge verkauften die Brandenburger von dort zwischen 10.000 und 30.000 Afrikaner als Sklaven nach Amerika. Durch den wirtschaftlichen Erfolg im Jahre 1686 konnte Kurfürst Friedrich Wilhelm seine Partner abfinden und allein die Kontrolle über die Afrikanische Compagnie übernehmen. Zur Sicherstellung des Handels mit Sklaven aus seinen afrikanischen Kolonien war es für Brandenburg notwendig, einen Stützpunkt in der Karibik zu besitzen. Zu diesem Zweck schloss der kurbrandenburgische Marine-Generaldirektor Benjamin Raule am 24. November 1685 mit Vertretern der dänischen Westindien-Kompanie einen Vertrag über die Vermietung eines Teils der seit 1666 zu Dänemark gehörenden Antilleninsel St. Thomas an Brandenburg.

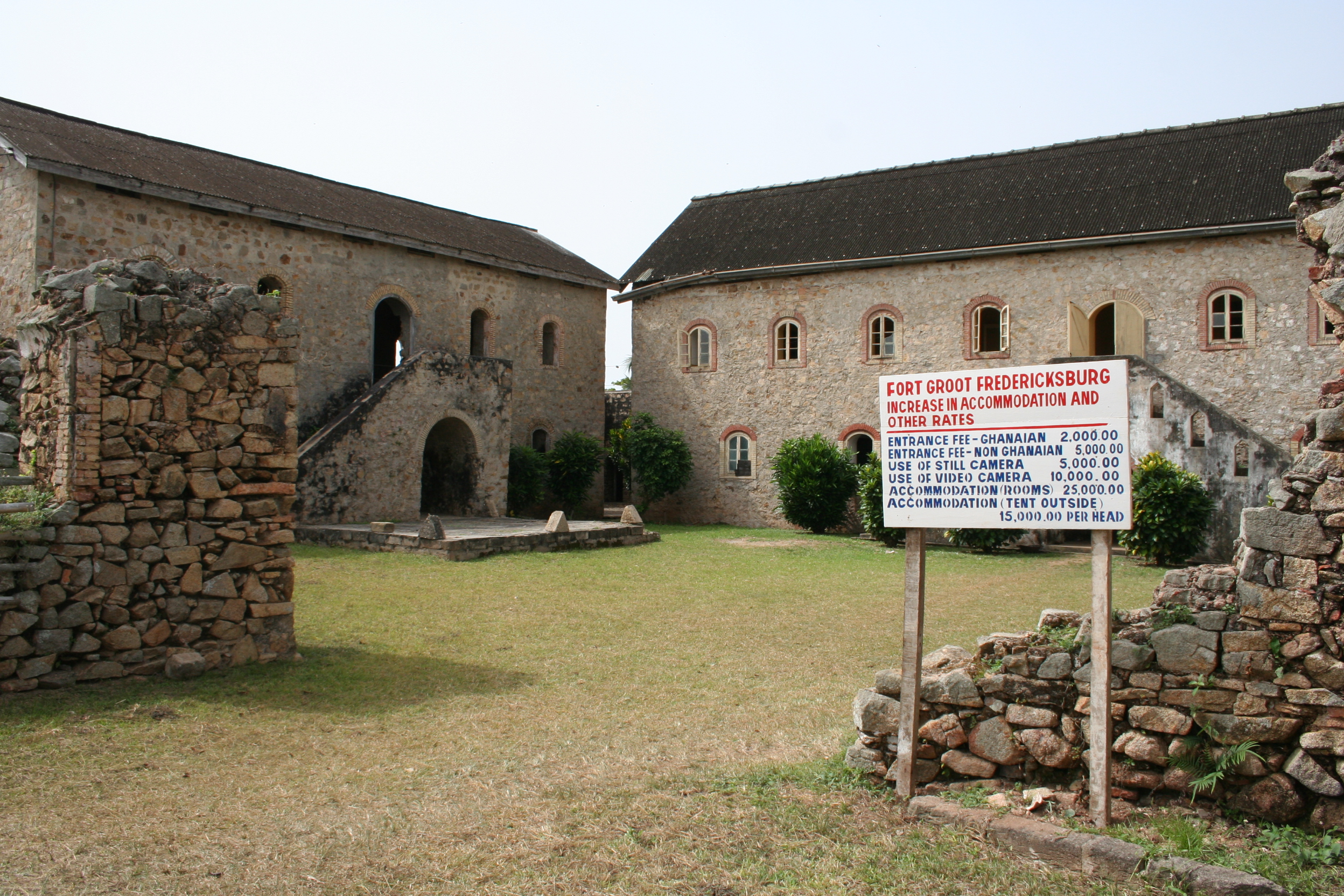
Blick vom Eingangsbereich auf die Anlage des Forts
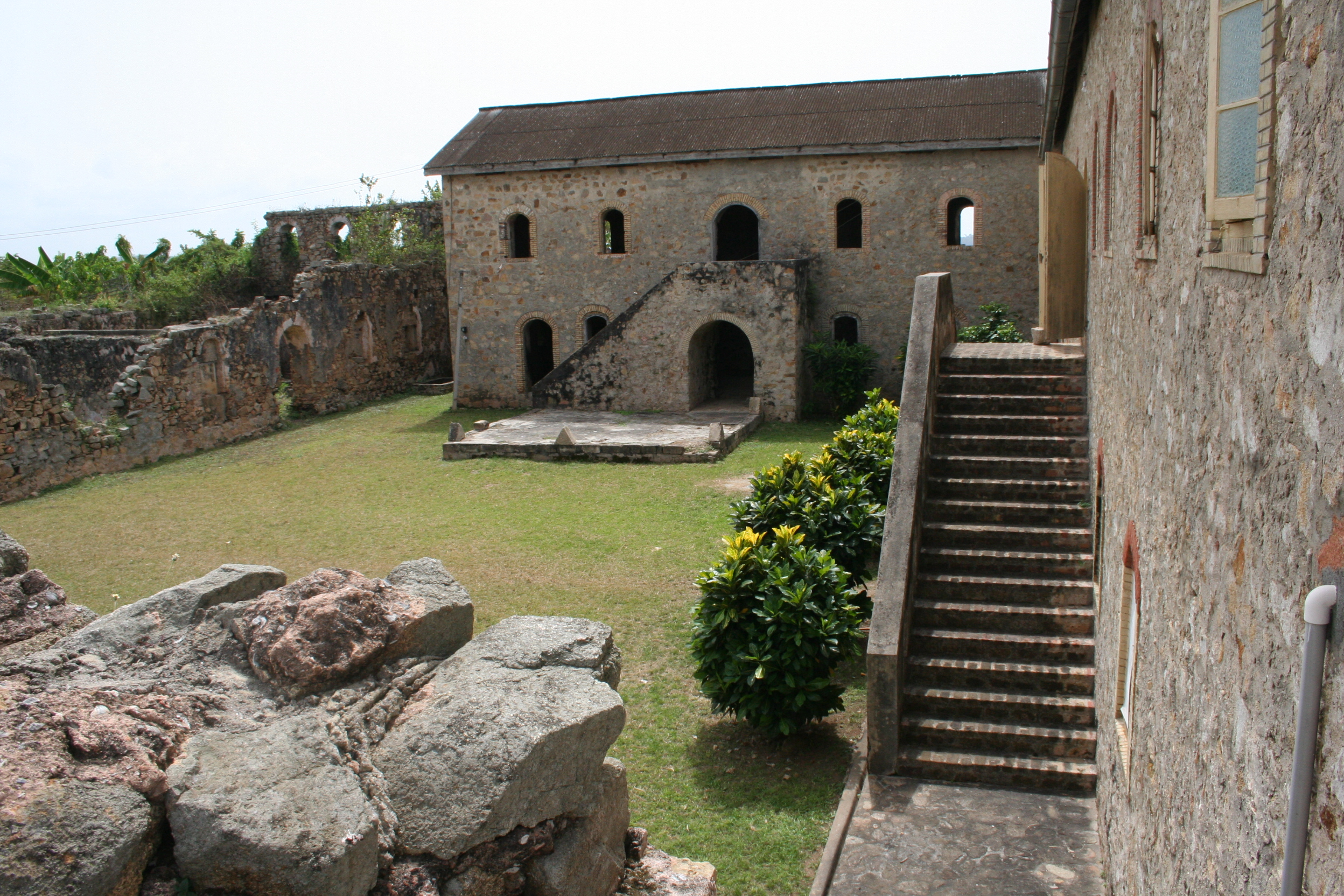
Innenbereich mit Treppe zum Hauptgebäude
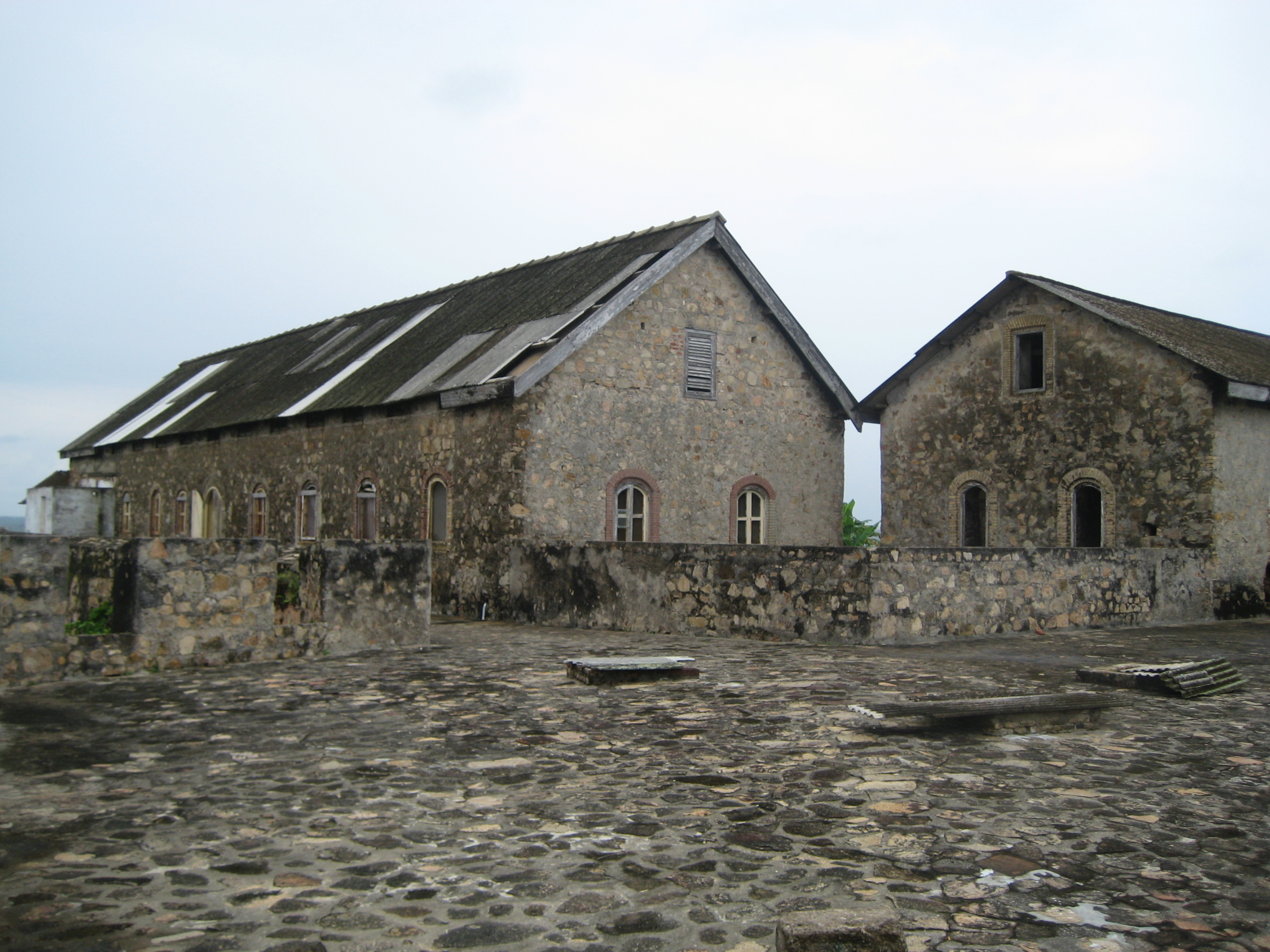
Blick auf das Nebengebäude
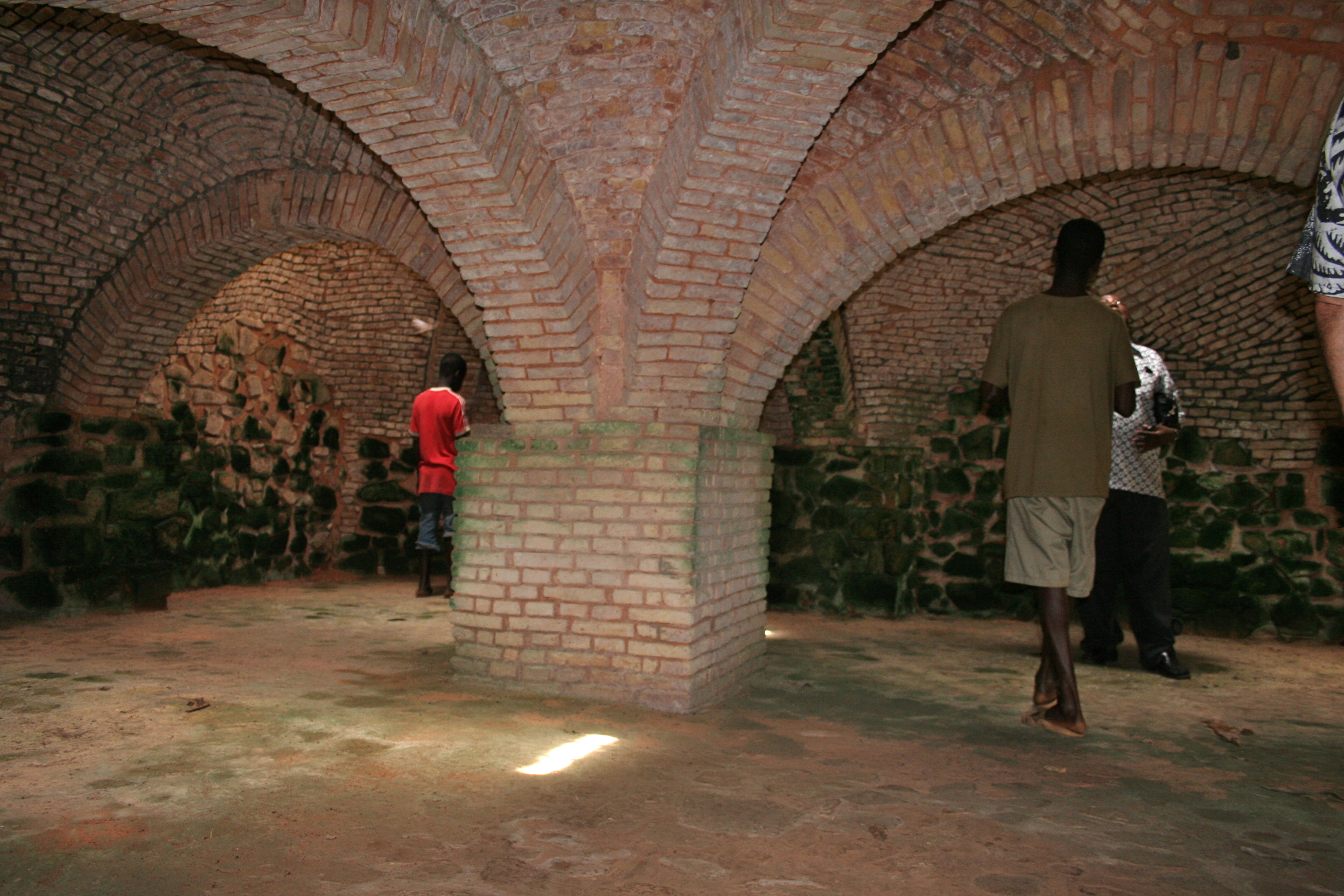
Blick in einen „slave dungeon“
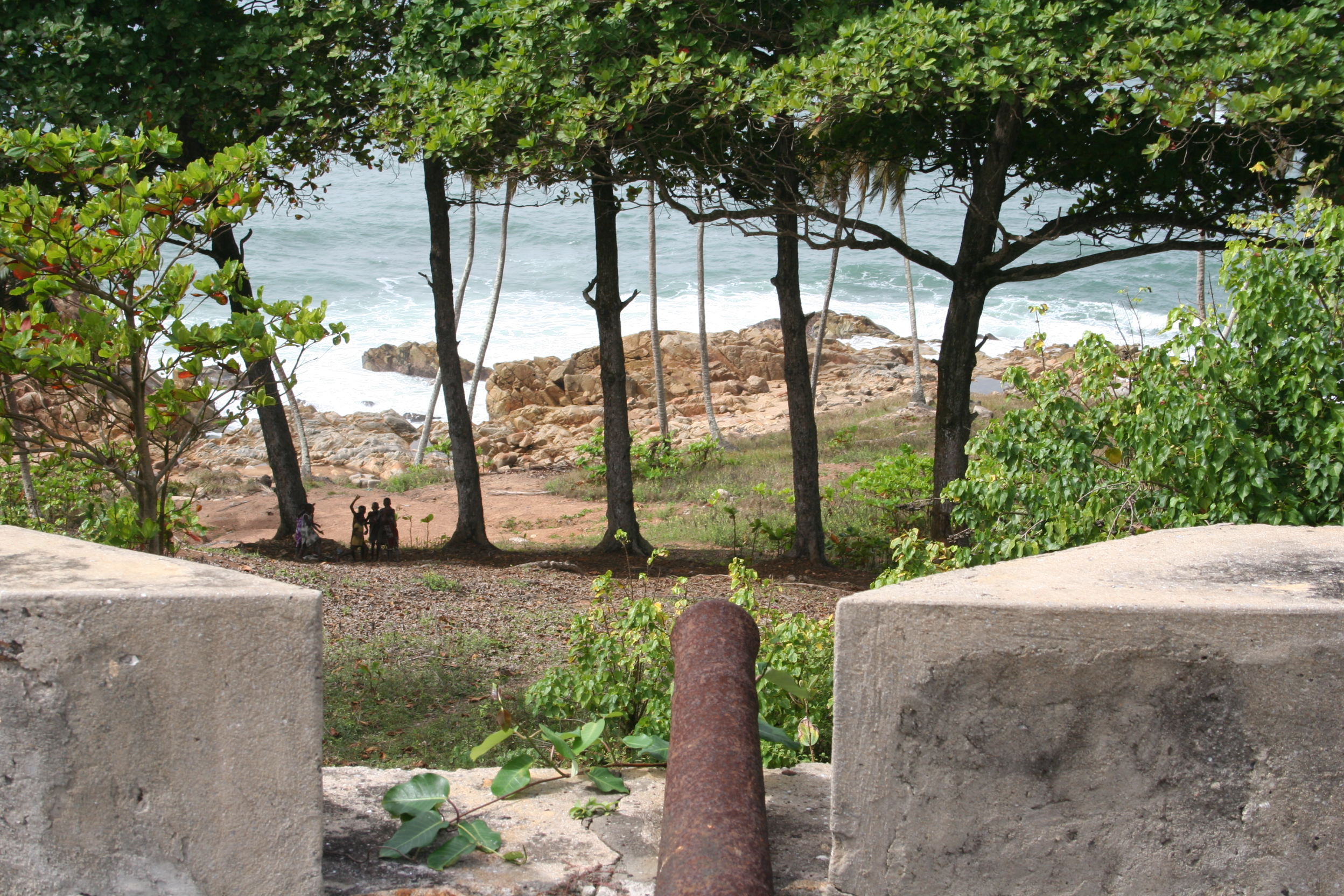
Blick vom Fort auf die Bucht
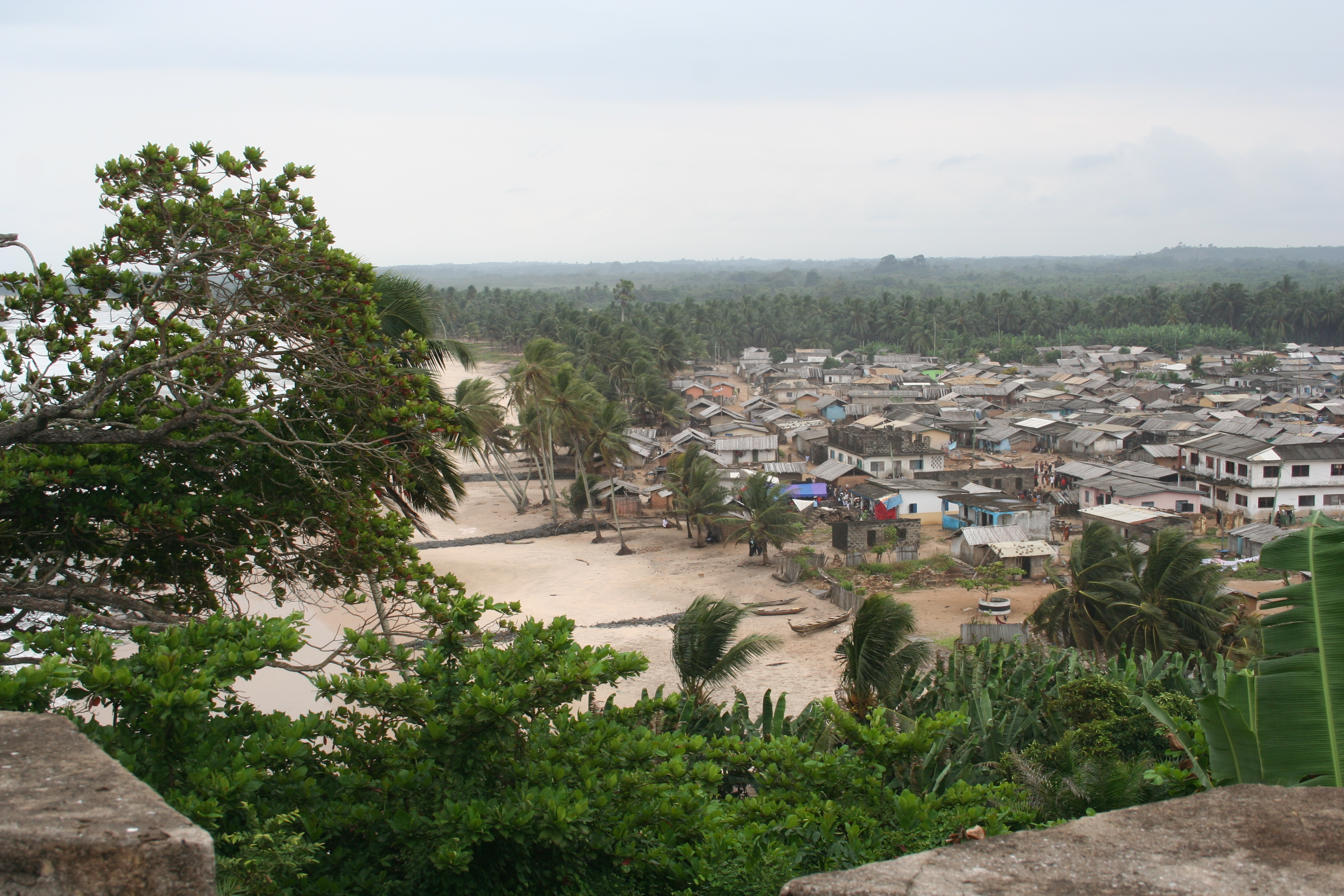
Blick vom Fort auf den Nachbarort Princes Town

### Allmählicher Niedergang und Verfall der Kolonie (1695–1717)
Bis etwa 1695 hielt der erfolgreiche Geschäftsverlauf an. Danach setzte ein allmählicher Niedergang ein. Gründe für den Niedergang der Kolonie lagen in den nur begrenzten finanziellen und militärischen Mitteln, über die Brandenburg-Preußen verfügte. So konnte der Große Kurfürst trotz aller Bemühungen seinerseits nicht genügend Unterstützer für seine kolonialen Pläne gewinnen. Nach seinem Tod 1688 führte sein Sohn Kurfürst Friedrich III. (von 1701 bis 1713 Friedrich I. König in Preußen) die Unternehmung mehr aus Rücksicht weiter, doch fand sich niemand, der willens und in der Lage war, das Doppelwerk Flotte und Kolonien weiterzuentwickeln. So dümpelten die Schiffe der kurbrandenburgischen Marine ohne Beschäftigung im Hafen und verfielen, während das Fort in Westafrika verkam. 1711 erklärte König Friedrich I. den finanziellen Bankrott der Kolonie.

### Verkauf und Ende der brandenburgischen Kolonie (1717–1724)
Der Nachfolger Friedrichs I. (1688–1713), sein Sohn Friedrich Wilhelm I. (1713–1740), hatte keinerlei persönliche Beziehungen oder Neigungen zu Marine und Kolonien und konzentrierte sich vielmehr auf den Ausbau der preußischen Armee, für die der Großteil der finanziellen Ressourcen des preußischen Staates aufgewendet wurde. So verkaufte der König mit den Staatsverträgen von 1717 und 1720 seine afrikanischen Kolonien an die Niederländisch-Westindische Compagnie für 7200 Dukaten und 12 Schwarzafrikaner. Damit endete nach 35 Jahren die Episode von Brandenburg-Preußen als Kolonialmacht in Afrika.
Bereits ein Jahr früher, 1716, entschloss sich der letzte deutsche Vertreter in Groß Friedrichsburg, Generaldirektor Dubois, den Schutz der Festung dem mächtigen einheimischen Händler und De-facto-Herrscher des Küstengebietes Jan Conny zu übertragen und nach Preußen zurückzukehren. Conny erkannte den Verkauf der Festung an die Holländer nicht an. Als die Holländer mit einer Flotte vor der Festung erschienen, verweigerte er die Übergabe mit der Bemerkung, er führe die Verwaltung im Namen des Königs in Preußen. Daraufhin griffen die Holländer die Festung an, wurden jedoch blutig zurückgeschlagen. Erst 1724 gelang es, Jan Conny zu vertreiben. Jan Conny hatte die Zeit seiner Herrschaft über die Festung zum profitablen Handel mit Schiffen verschiedener Nationen genutzt. Hierin dürften die Beweggründe seiner „Treue zu Preußen“ gelegen haben. Die kaiserlich-deutsche Kolonialpropaganda des 19. Jahrhunderts und später der Nationalsozialisten verbreitete dagegen die Legende eines preußentreuen einheimischen Königs, der nach der Vertreibung durch die Holländer unter Mitnahme der brandenburgischen Flagge im Urwald untergetaucht sei. Die Holländer benannten die Festung in „Hollandia“ um, kümmerten sich jedoch bald danach nicht weiter um sie und überließen sie ihrem Schicksal.

### Spuren der Kolonie nach 1724
Ende des 19. Jahrhunderts wurden zwei Kanonen der Festung geborgen und nach Deutschland zurückgebracht. Sie wurden der Stadt Emden geschenkt und dort vor der Polizeiwache am Ratsdelft aufgestellt. Nach dem Zweiten Weltkrieg fanden sie zunächst in der Emder Bundeswehrkaserne einen Platz; heute stehen sie – mit neuen hölzernen Lafetten versehen – am Falderndelft.
Seit 1979 gehört Groß Friedrichsburg zusammen mit anderen europäischen Festungen in der Umgebung unter dem Eintrag „Historische Forts von Ghana“ zum Weltkulturerbe der UNESCO.

## Die Befestigungen
- Festung Groß Friedrichsburg auf dem Berg Manfro bei Pokesu, westlich vom Cape Three Points, begonnen 1683
- Dorotheenschanze (Fort Dorothea) bei Accada/Accoda östlich vom Cape Three Points, gebaut 1684
- eine kleine Lodge bei Taccarary, die 1684 begonnen, jedoch sehr schnell wieder aufgegeben wurde
- Sophie-Louise-Schanze (Fort Louise) bei Takrama am Cape Three Points selbst, gebaut 1694

## Liste der Kommandanten von Groß Friedrichsburg
Die Gouverneure von Groß-Friedrichsburg in kurbrandenburgischem bzw. preußischem Dienst hießen:
- 1682–1683 Philipp Pietersen Blonck
- 1683–1684 Nathaniel Dillinger
- 1684–1686 Karl Konstantin von Schnitter
- 1686–1691 Johann Niemann
- 1691–1693 Johann Tenhoof
- 1693–1695 Jakob Tenhoof
- 1695–1697 Gijsbrecht van Hoogveldt
- 1697–1699 Jan van Laar
- 1699–1701 Jan de Visser
- 1701–1704 Adriaan Grobbe
- 1704–1706 Johann Münz
- 1706–1709 Heinrich Lamy
- 1709–1710 Frans de Lange
- 1710–1716 Nicholas Dubois
- 1716–1717 Anton Günther van der Menden

Da Namen im 17. Jahrhundert häufig ihrem Klang nach geschrieben wurden, variieren die Schreibweisen je nach Quelle. Eine in einigen Details abweichende Version dieser Liste findet sich hier.